# 東部市場前駅

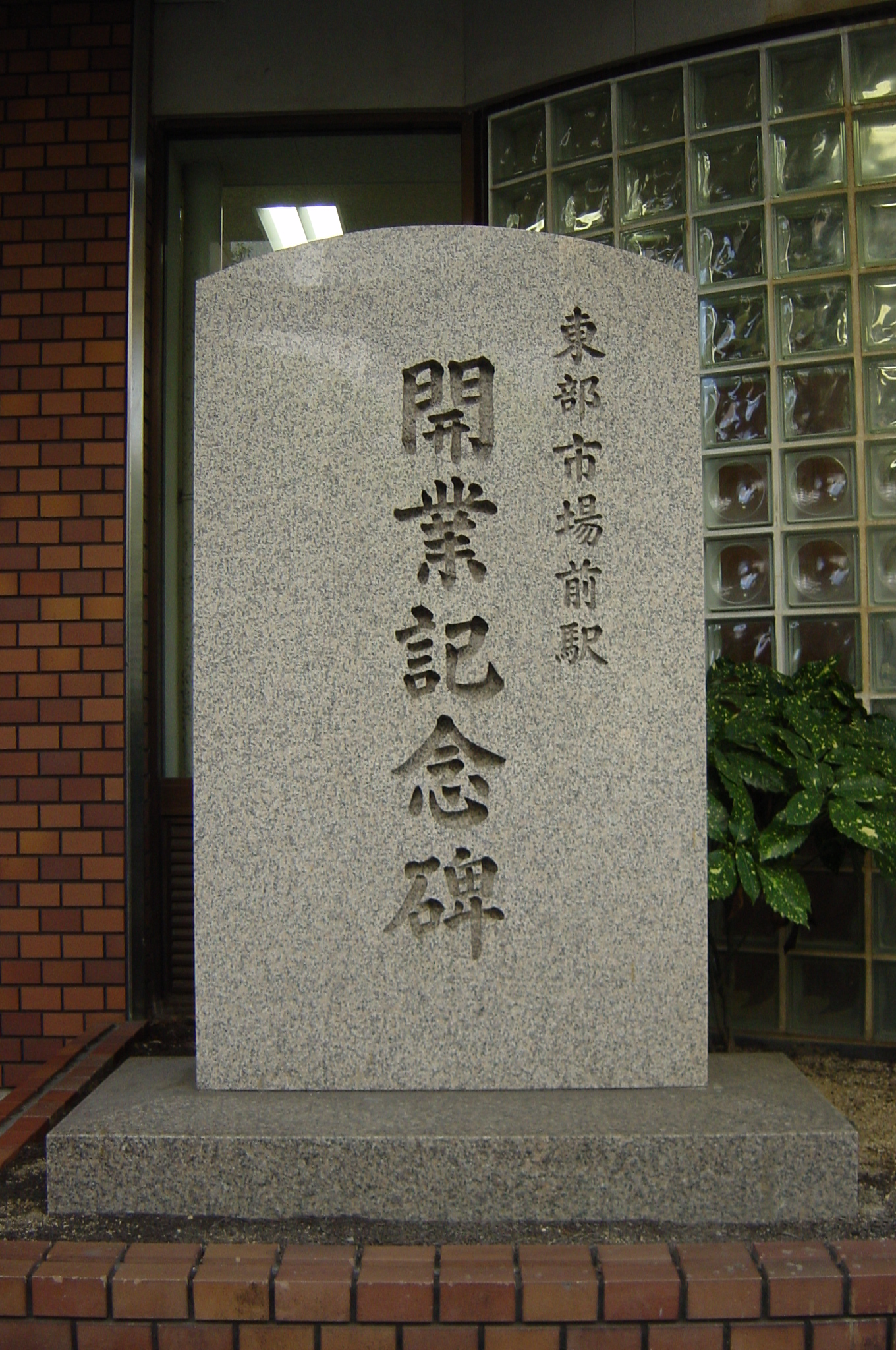
開業記念碑

東部市場前駅（とうぶしじょうまええき）は、大阪府大阪市東住吉区杭全(くまた)一丁目にある、西日本旅客鉄道（JR西日本）関西本線の駅である。駅番号はJR-Q21。「大和路線」の愛称区間に含まれている。

## 概要
今川右岸（東岸）に位置し、当駅の東側を南北幹線道路の今里筋が縦断する。
1909年4月1日に百済駅（初代。旅客駅）が今川左岸（西岸）に開業したが、1945年頃に休止、1963年9月10日に廃止され、同年10月1日に百済駅（2代目。貨物駅。現在の百済貨物ターミナル駅）が今里筋の東側に開業した。その後、旅客駅設置を望む周辺住民の声が強くなったことを受け、1989年11月11日に今川右岸となる現在地に当駅が開業した。
1964年11月25日に大阪市中央卸売市場東部市場（通称：東部市場）が百済駅（貨物駅）の北側に開場していたこともあって、駅名には東部市場前が採用された。

## 歴史
- 1989年（平成元年）11月11日：関西本線（大和路線）の平野駅 - 天王寺駅間に新設開業[2][3]。初めて停車した営業列車の時刻は11時11分という「1づくし」であった。
- 1998年（平成10年）7月11日：自動改札機を設置し、供用開始[6]。
- 2003年（平成15年）11月1日：ICカード「ICOCA」の利用が可能となる[7]。
- 2009年（平成21年）10月4日：大阪環状・大和路線運行管理システム導入。
- 2015年（平成27年）
  - 3月8日：みどりの窓口の営業を終了。
  - 3月9日：みどりの券売機プラスが稼働。
- 2018年（平成30年）3月17日：駅ナンバリングが導入される。
- 2019年（平成31年）3月9日：エレベーター及び東口が供用開始[8]。
- 2021年（令和3年）9月1日：JR西日本交通サービスによる業務委託駅となる。

## 駅構造
相対式ホーム2面2線を有する高架駅であり、分岐器や絶対信号機がない停留所に分類される。ホームの有効長は6両でホーム屋根は6両分ある。
高架線が住宅密集地の中を通り抜けており、駅の設置にあたってもスペースが限られたことから、開業以来エレベーターやエスカレーターといったバリアフリー設備がないままであった。その後、今里筋に面したホーム東端に上下線ともエレベーターが設置され、2019年3月9日よりエレベーター専用の東口が供用開始した。なお、旧来の改札口は同日に西口へと改称している。西口は従来通り階段のみ設置されている。
業務委託駅で、JRの特定都区市内制度における「大阪市内」に属する駅である。ICカード乗車券「ICOCA」が利用することができる（相互利用可能ICカードはICOCAの項を参照）。

### のりば
| のりば | 路線     | 方向 | 行先                      |
| ------ | -------- | ---- | ------------------------- |
| 1      | 大和路線 | 上り | 王寺・奈良方面 / 高田方面 |
| 2      | 大和路線 | 下り | 天王寺・JR難波・大阪方面  |

- 上表の路線名は旅客案内上の名称（愛称）で表記している。

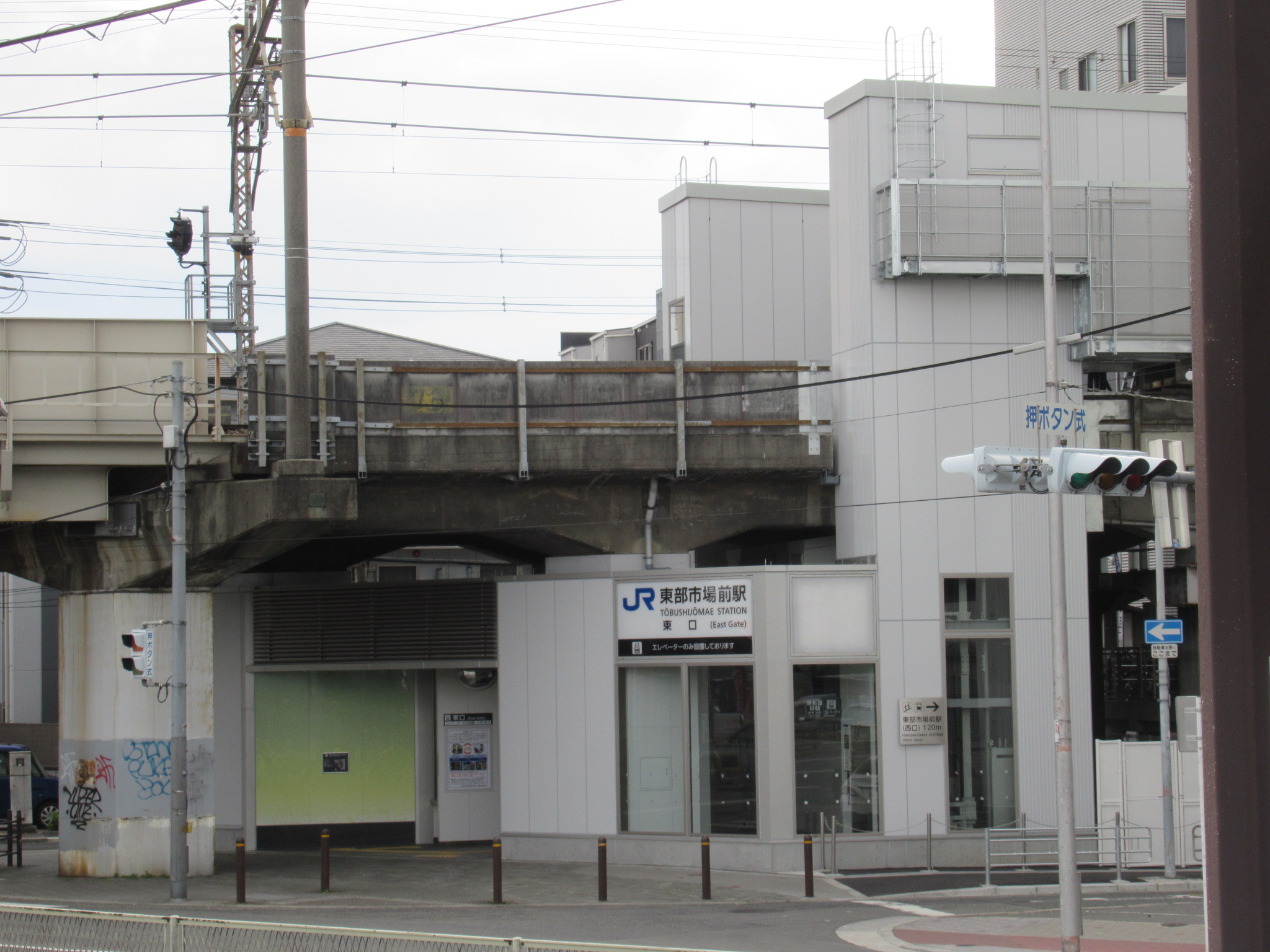
東口（2019年4月）
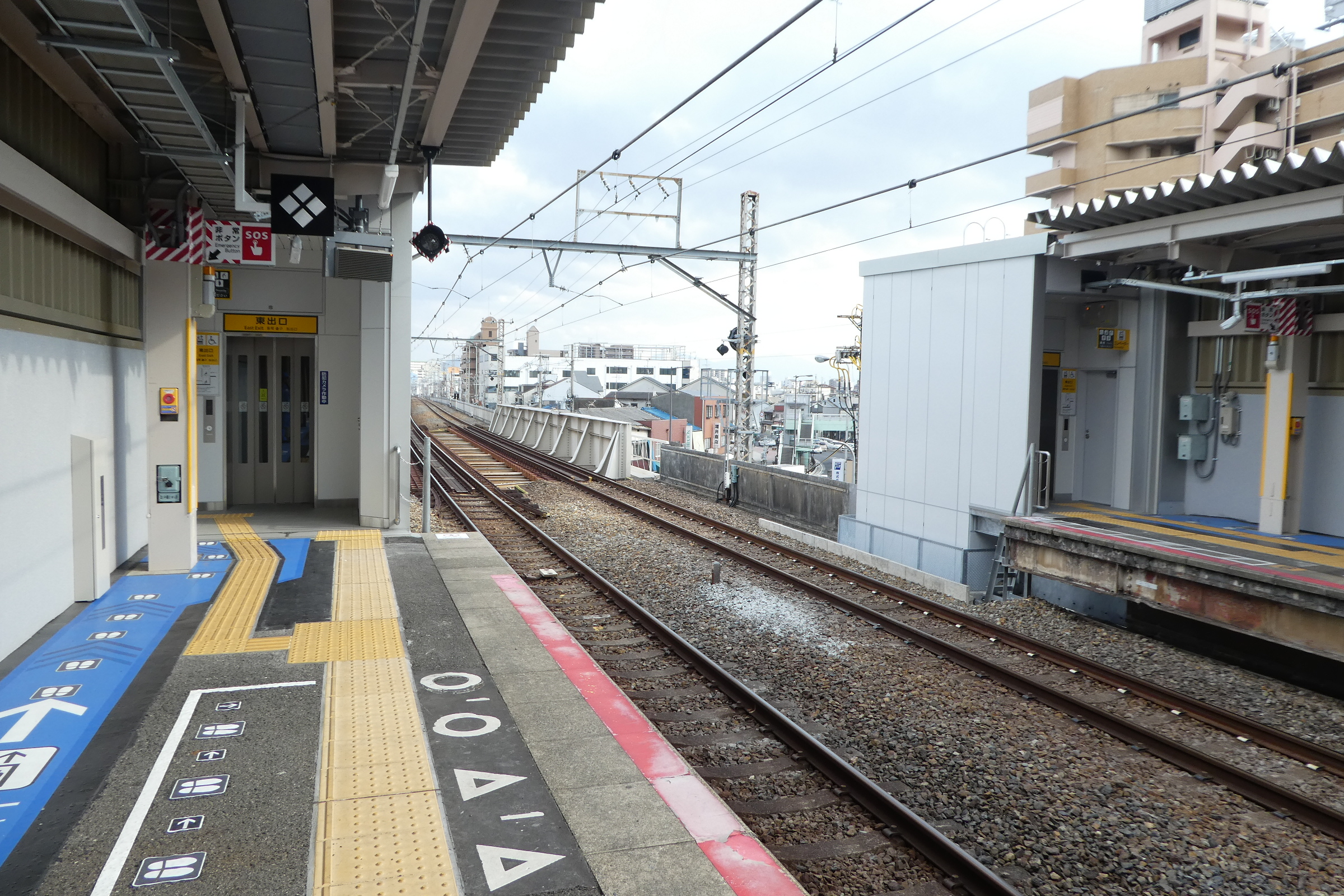
エレベーター（2019年3月）
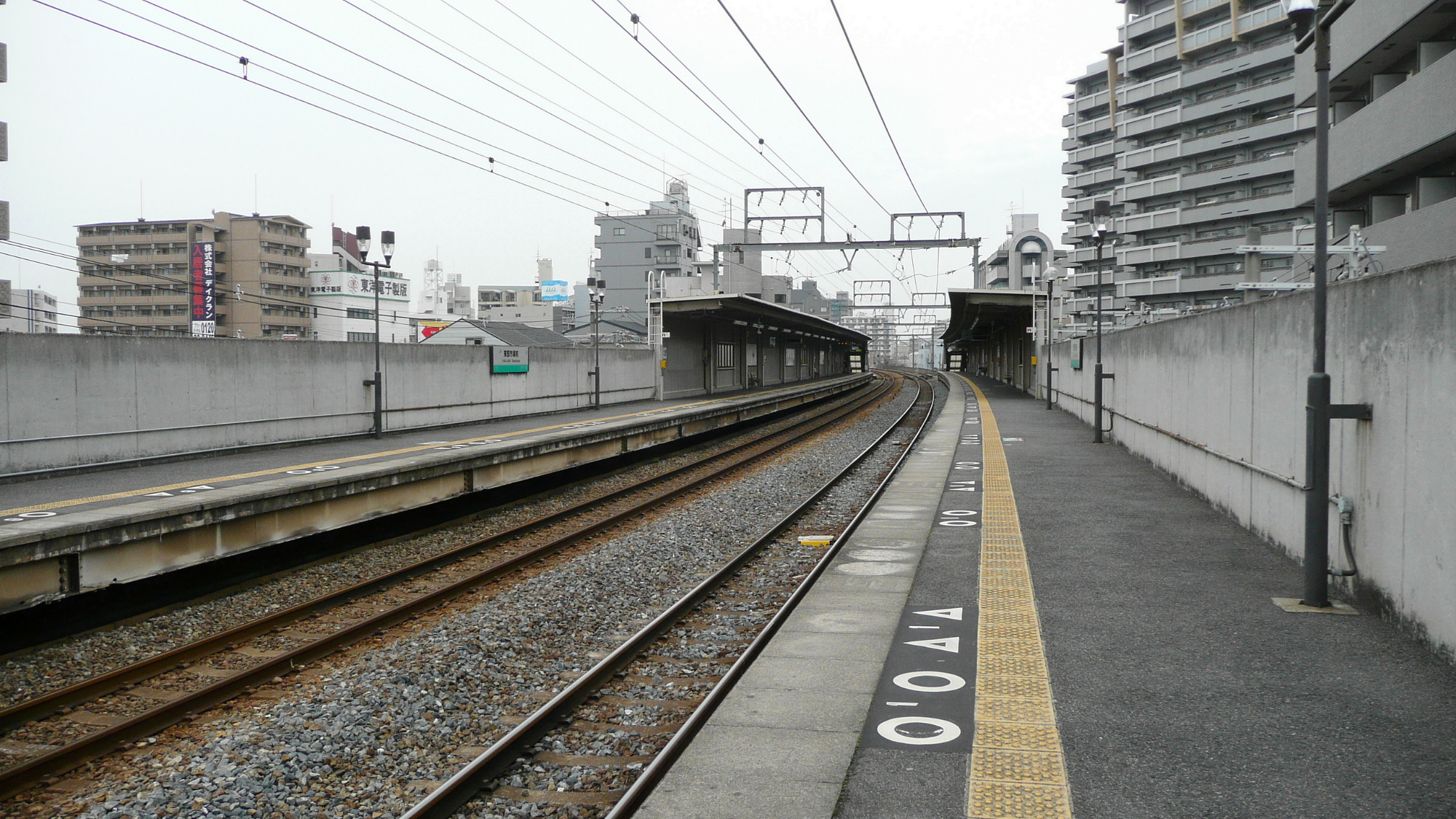
ホーム（2008年）

## 利用状況
2023年（令和5年）度の一日平均乗車人員は7,517人である。
各年度の1日の平均乗車人員は以下の通りである。
| 年度               | 1日平均 乗車人員 | 出典          |
| ------------------ | ---------------- | ------------- |
| 1989年（平成元年） | 1,066            | [ 大阪府 1 ]  |
| 1990年（平成02年） | 3,651            | [ 大阪府 2 ]  |
| 1991年（平成03年） | 4,319            | [ 大阪府 3 ]  |
| 1992年（平成04年） | 4,828            | [ 大阪府 4 ]  |
| 1993年（平成05年） | 5,212            | [ 大阪府 5 ]  |
| 1994年（平成06年） | 5,536            | [ 大阪府 6 ]  |
| 1995年（平成07年） | 5,832            | [ 大阪府 7 ]  |
| 1996年（平成08年） | 6,036            | [ 大阪府 8 ]  |
| 1997年（平成09年） | 6,232            | [ 大阪府 9 ]  |
| 1998年（平成10年） | 6,414            | [ 大阪府 10 ] |
| 1999年（平成11年） | 6,493            | [ 大阪府 11 ] |
| 2000年（平成12年） | 6,563            | [ 大阪府 12 ] |
| 2001年（平成13年） | 6,620            | [ 大阪府 13 ] |
| 2002年（平成14年） | 6,634            | [ 大阪府 14 ] |
| 2003年（平成15年） | 6,655            | [ 大阪府 15 ] |
| 2004年（平成16年） | 6,673            | [ 大阪府 16 ] |
| 2005年（平成17年） | 6,882            | [ 大阪府 17 ] |
| 2006年（平成18年） | 7,014            | [ 大阪府 18 ] |
| 2007年（平成19年） | 7,045            | [ 大阪府 19 ] |
| 2008年（平成20年） | 6,947            | [ 大阪府 20 ] |
| 2009年（平成21年） | 6,907            | [ 大阪府 21 ] |
| 2010年（平成22年） | 6,949            | [ 大阪府 22 ] |
| 2011年（平成23年） | 7,089            | [ 大阪府 23 ] |
| 2012年（平成24年） | 7,043            | [ 大阪府 24 ] |
| 2013年（平成25年） | 7,231            | [ 大阪府 25 ] |
| 2014年（平成26年） | 7,354            | [ 大阪府 26 ] |
| 2015年（平成27年） | 7,508            | [ 大阪府 27 ] |
| 2016年（平成28年） | 7,640            | [ 大阪府 28 ] |
| 2017年（平成29年） | 7,834            | [ 大阪府 29 ] |
| 2018年（平成30年） | 7,878            | [ 大阪府 30 ] |
| 2019年（令和元年） | 7,988            | [ 大阪府 31 ] |
| 2020年（令和02年） | 6,856            | [ 大阪府 32 ] |
| 2021年（令和03年） | 7,027            | [ 大阪府 33 ] |
| 2022年（令和04年） | 7,297            | [ 大阪府 34 ] |
| 2023年（令和05年） | 7,517            | [ 大阪府 35 ] |

## 駅周辺
- 大阪市中央卸売市場東部市場

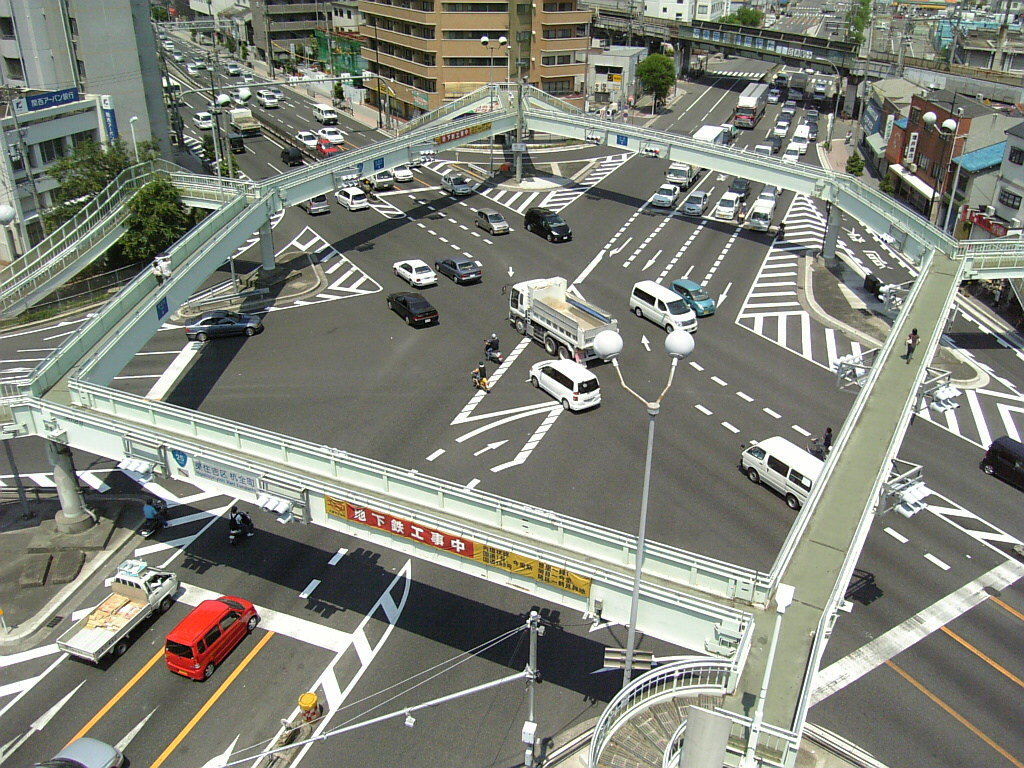
杭全交差点（写真上方にあるビルの奥側に駅がある）

- 日本貨物鉄道（JR貨物）百済貨物ターミナル駅 - 今里筋を挟んで東にある。
- 杭全交差点
  - 国道25号
  - 今里筋（大阪市道大阪環状線）
- 日本郵便 東住吉杭全郵便局
- 日本郵便 東住吉東部市場内郵便局
- 日本通運 関西警送支店南大阪警送事業所
- 関西電力 百済変電所
- 小山病院
- 大阪市中部環境事業センター
- 大阪市立生野南小学校
- 大阪市立育和小学校
- 第二すみれ幼稚園
- 第二育和白鷺学園
- 浅井硝子
- 小川精機
- キャットアイ
- ティーディーエス
- ヒライ
- フルタ製菓
- 三河屋製菓

## バス路線
駅前の杭全交差点（上の写真参照）の周辺に大阪シティバスの路線が発着。停留所名は「杭全」。
同社有数ののりば数・発着系統数を持つターミナルで、ここを発着地とする系統も多い。のりばは広範囲にばらけて設置されており、一部は交差点や駅からかなり離れた位置にある。複数ののりばに連続して停車する系統も多い。
いまざとライナー（BRT1・BRT2）は大阪市高速電気軌道（Osaka Metro）より受託運行。
| のりば | 系統 | 行先                   | 担当         | 備考                                                    |
| ------ | ---- | ---------------------- | ------------ | ------------------------------------------------------- |
| 1      | 5    | 三宅中                 | 住吉         |                                                         |
| 1      | 73   | 出戸バスターミナル     | 住之江       |                                                         |
| 8→1    | 6    | 住道矢田               | 住吉         |                                                         |
| 2      | 73   | なんば                 | 住之江       |                                                         |
| 2→3    | 5    | あべの橋               | 住吉         |                                                         |
| 3      | 30   | あべの橋               | 住吉         | 1・5号系統およびBRT2や6号系統とは経由地が異なる         |
| 3      | BRT2 | あべの橋               | 守口         |                                                         |
| 4→3    | 1    | あべの橋               | 住吉         |                                                         |
| 6→5    | 1    | 出戸バスターミナル     | 住吉         | 73号系統と経由地は異なる                                |
| 6      | 30   | 平野区役所前           | 住吉         |                                                         |
| 7      | 6    | あべの橋               | 住吉         | 1・5号系統およびBRT2や30号系統とは経由地が異なる        |
| 9      | 35   | 守口車庫前             | 守口・井高野 | 一部は「35A」地下鉄今里止まり。この便の一部は住吉が担当 |
| 9      | 85   | なんば                 | 住吉         | 73号系統と経由地は異なる                                |
| 10     | BRT1 | 地下鉄長居・JR長居駅前 | 守口         |                                                         |
| 11     | BRT1 | 神路公園               | 守口         |                                                         |
| 11     | BRT2 | 地下鉄今里             | 守口         |                                                         |

## 隣の駅
西日本旅客鉄道（JR西日本）
 大和路線（関西本線）
■大和路快速・■快速・■区間快速
通過
■普通
平野駅 (JR-Q22) - 東部市場前駅 (JR-Q21) - 天王寺駅 (JR-Q20)

### 記事本文